# Campeonato Mundial de Snowboard
El Campeonato Mundial de Snowboard es la más importante competición internacional del deporte invernal de snowboard. Es organizado desde 1996  por la Federación Internacional de Esquí (FIS). Actualmente se realiza cada año impar, y desde la edición de 2015 se efectúa conjuntamente con el Campeonato Mundial de Esquí Acrobático.

## Ediciones
| Núm.  | Año  | Sede                   | País                                |
| ----- | ---- | ---------------------- | ----------------------------------- |
| I     | 1996 | Lienz                  | Austria                             |
| II    | 1997 | San Candido            | Italia                              |
| III   | 1999 | Berchtesgaden          | Alemania                            |
| IV    | 2001 | Madonna di Campiglio   | Italia                              |
| V     | 2003 | Kreischberg            | Austria                             |
| VI    | 2005 | Whistler               | Canadá                              |
| VII   | 2007 | Arosa                  | Suiza                               |
| VIII  | 2009 | Hoengseong             | Corea del Sur                       |
| IX    | 2011 | La Molina              | España                              |
| X     | 2013 | Stoneham               | Canadá                              |
| XI    | 2015 | Kreischberg            | Austria                             |
| XII   | 2017 | Sierra Nevada          | España                              |
| XIII  | 2019 | Park City              | Estados Unidos                      |
| XIV   | 2021 | Idre Fjäll Rogla Aspen | Suecia · Eslovenia · Estados Unidos |
| XV    | 2023 | Bakuriani              | Georgia                             |
| XVI   | 2025 | Engadina               | Suiza                               |
| XVII  | 2027 | Montafon               | Austria                             |
| XVIII | 2029 | Zhangjiakou            | China                               |

## Medallero histórico
- Actualizado a Engadina 2025.

| Núm. | País            | Oro | Plata | Bronce | Total |
| ---- | --------------- | --- | ----- | ------ | ----- |
| 1    | Francia         | 21  | 23    | 12     | 56    |
| 2    | Estados Unidos  | 21  | 13    | 26     | 60    |
| 3    | Austria         | 19  | 25    | 23     | 67    |
| 4    | Suiza           | 15  | 17    | 16     | 48    |
| 5    | Italia          | 12  | 10    | 12     | 34    |
| 6    | Canadá          | 11  | 11    | 9      | 31    |
| 7    | Australia       | 9   | 6     | 5      | 20    |
| 8    | Finlandia       | 9   | 5     | 10     | 24    |
| 9    | Japón           | 8   | 13    | 9      | 30    |
| 10   | Rusia           | 8   | 6     | 7      | 21    |
| 11   | Alemania        | 6   | 7     | 12     | 25    |
| 12   | Noruega         | 6   | 5     | 8      | 19    |
| 13   | República Checa | 5   | 3     | 1      | 9     |
| 14   | China           | 4   | 3     | 1      | 8     |
| 15   | Eslovenia       | 3   | 5     | 4      | 12    |
| 16   | Nueva Zelanda   | 3   | 3     | 1      | 7     |
| 17   | Reino Unido     | 3   | 2     | 0      | 5     |
| 18   | Suecia          | 2   | 7     | 6      | 15    |
| 19   | Bélgica         | 2   | 2     | 1      | 5     |
| 20   | España          | 1   | 3     | 1      | 5     |
| 21   | Países Bajos    | 1   | 2     | 2      | 5     |
| 22   | Polonia         | 1   | 0     | 4      | 5     |
| 23   | Corea del Sur   | 1   | 0     | 1      | 2     |
| 24   | Bulgaria        | 1   | 0     | 0      | 1     |
| 25   | Ucrania         | 0   | 1     | 0      | 1     |
| 26   | Eslovaquia      | 0   | 0     | 1      | 1     |
|      | TOTAL           | 172 | 172   | 172    | 516   |